# Ziggy Elman
Ziggy Elman (* 26. Mai 1914 in Philadelphia; † 26. Juni 1968 in Los Angeles; eigentlich Harry Aaron Finkelman) war ein US-amerikanischer Jazz-Trompeter, Posaunist, Klarinettist, Saxophonist und Bandleader des Swing. Er spielte bei Benny Goodman und Tommy Dorsey.

## Leben und Wirken
Ziggy Elman spielte zunächst diverse Instrumente (meist Posaune) in lokalen Bands in Atlantic City, wo er aufwuchs, nachdem die Familie dort 1918 hingezogen war. Er bekam 1932 seinen ersten professionellen Job bei Alec Barthas Band, die auf der Steel Pier in Atlantic City auftrat. Dort wurde Benny Goodman auf Elman, der damals hauptsächlich Posaune spielte, aufmerksam und holte ihn 1936 in seine Band. Elman fungierte dort bis 1940 als Lead-Trompeter und galt als einer der am häufigsten herausgestellten Starsolisten des Orchesters. Bedeutendste Titel waren „And the Angels Sing“ und „Zaggin’ With Zig“. Diese freyhlich (jiddisch für „fröhlich“) Improvisationen – besonders markant auch im berühmten Carnegie Hall Concert 1938 in Bei mir bist du schoen – machten ihn bekannt und beliebt. Während seiner Zeit bei Goodman machte er mit Mitgliedern des Goodman Orchesters Aufnahmen unter eigenem Namen (Ziggy Elman and his Orchestra) für Bluebird.
1939 nahm er außerdem mit Lionel Hampton auf; 1940 arbeitete er für einen Monat mit Joe Venuti. Dann gehörte Elman bis 1947 – abgesehen vom dreijährigen Militärdienst, in dem er eine eigene Band leitete – dem Orchester von Tommy Dorsey an.
1947 leitete Elman in Los Angeles eine eigene Band im Palladium Ballroom und hatte mit seiner Version von Body and Soul seinen einzigen Charterfolg (# 25). Elman ging von Juli 1947 bis 1948 wieder zu Dorsey und leitete danach bis 1951 wieder eine eigene Band; 1949 begleitete er Frank Sinatra in dessen werktäglicher Radiosendung Light-Up Time. Außer für das Radio arbeitete er auch für Film und Fernsehen und begleitete u. a. Dinah Shore, Dinah Washington und Bing Crosby. Es entstanden noch Plattenaufnahmen mit Lionel Hampton und Jess Stacy. In der Benny Goodman Story (Regie Valentine Davies, 1955) spielt er zwar mit, aber nur als Schauspieler (seinen musikalischen Part übernahm Manny Klein). Wegen gesundheitlicher Probleme zog sich Elman 1956 aus dem Musikbusiness zurück und führte dann einen Musikladen.
Elman war berühmt für seinen extrovertierten Stil, überragende Technik und galt als einer der führenden Lead-Trompeter und Solisten der Swing-Ära. In späteren Jahren war er als „Schmalzmeister“ verrufen, der nur noch Routine-Swing produzierte. In den 1940er Jahren gewann er mehrfach (1940/41, 1943, 1945–1947) den Down Beat Poll als bester Trompeter.

## Auswahldiskographie
- Benny Goodman – The Famous Carnegie Hall Concert 1938 (Columbia)
- Ziggy Elman – 1938–1939 (Classics)
- Ziggy Elman And His Orchestra (Circle, 1947)